# Wolfgang & Anneliese
Wolfgang & Anneliese Funzfichler sind fiktive Bühnenfiguren aus der deutschen Comedyszene. Sie wurden zwischen 2007 und 2013 regelmäßig von Bastian Pastewka und Anke Engelke verkörpert, die bereits im Rahmen der Wochenshow zusammengearbeitet hatten.

## Figurenbeschreibung

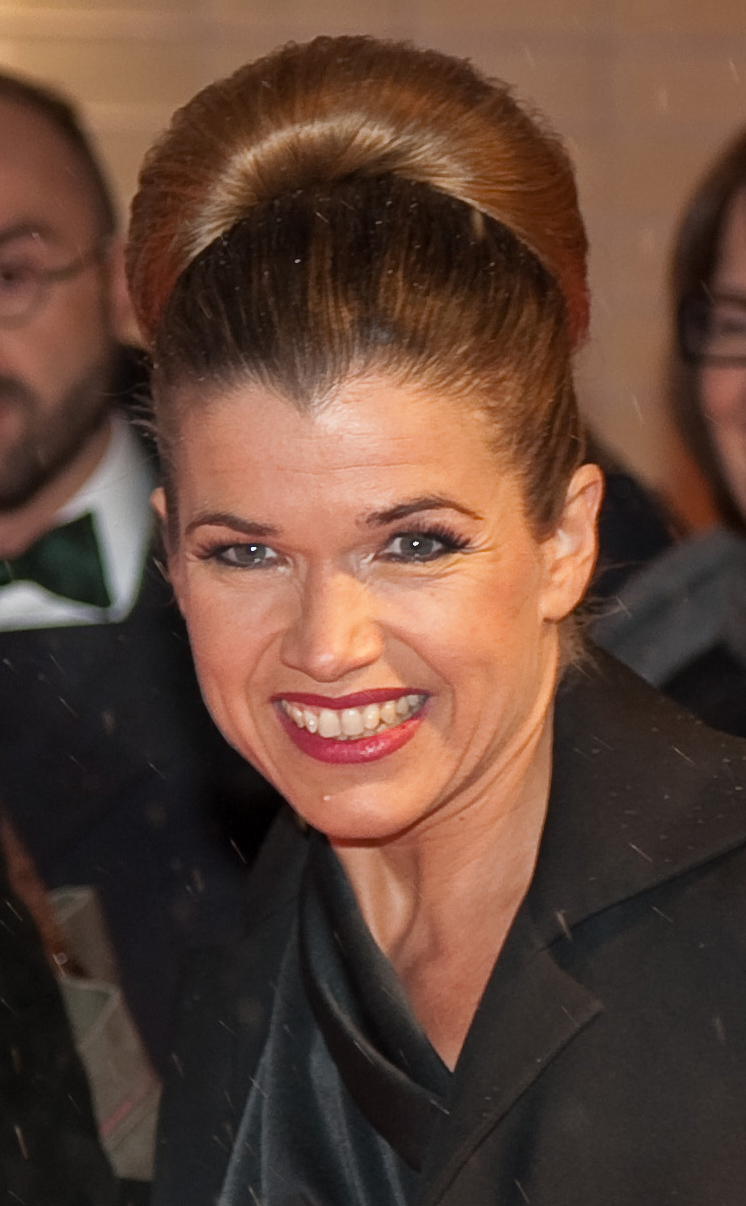
Anke Engelke spielt Anneliese Funzfichler

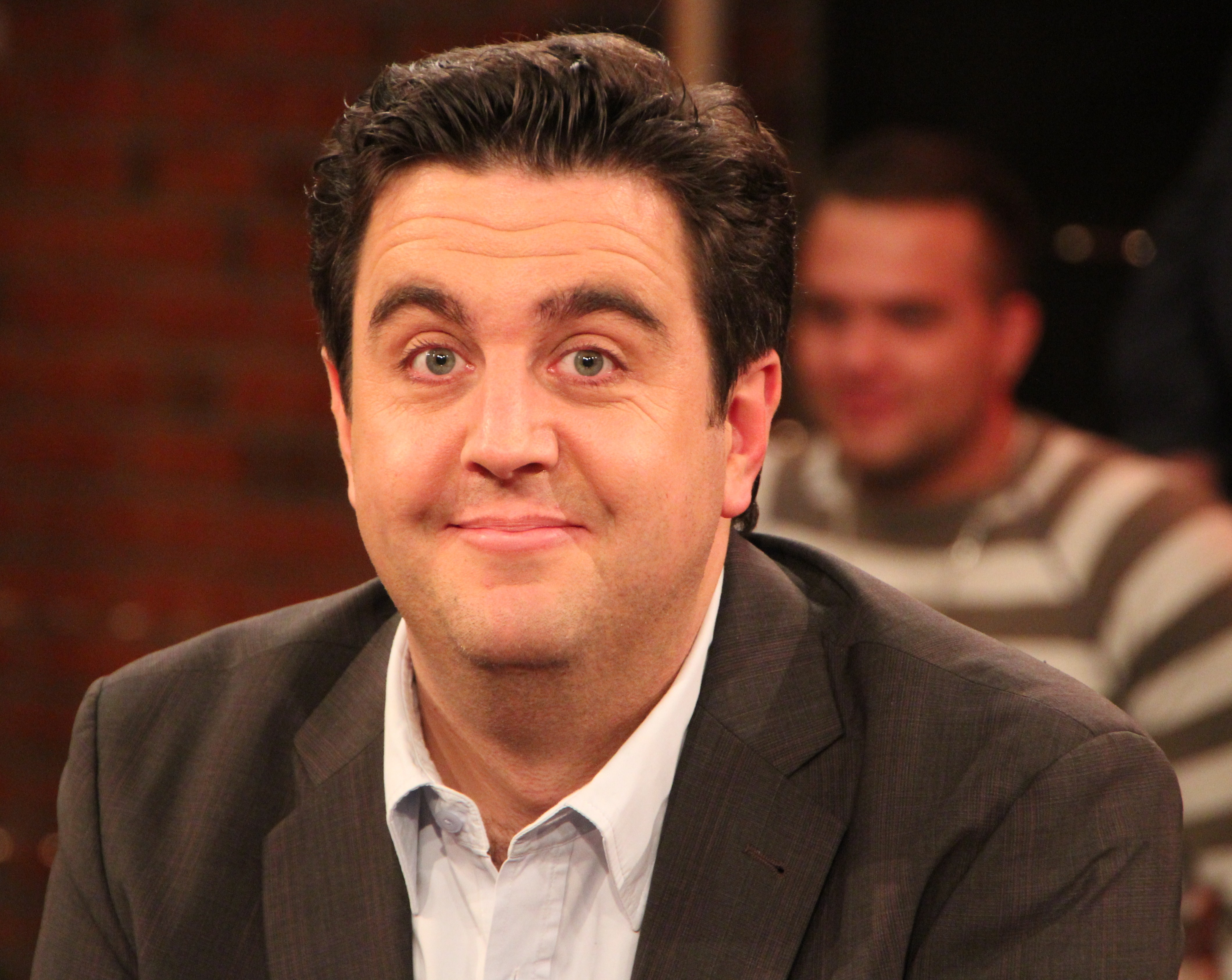
Bastian Pastewka verkörpert Wolfgang Funzfichler

Wolfgang und Anneliese Funzfichler stellen ein bayerisches Volksmusik-Paar dar. Während ihrer Auftritte tragen sie volkstümliche Trachten und sprechen mit Bairischem Dialekt. Sie sind bereits seit mehr als 30 Jahren im Showgeschäft tätig. Ihre Ehe kriselt wegen Wolfgangs Drang zum Ehebruch, doch das Paar versucht diesen Umstand vor seinem Publikum geheim zu halten. 
Diverse Medien und Kritiker sehen Zusammenhänge zwischen den fiktionalen Charakteren und realen Volksmusik-Paaren wie zum Beispiel Marianne und Michael. Anke Engelke bestreitet jedoch, ihre Rolle an reale Personen angelehnt zu haben.

## Auftritte der Figuren
Wolfgang und Anneliese Funzfichler traten erstmals am 17. Dezember 2007 mit ihrer Weihnachtsshow Fröhliche Weihnachten! – mit Wolfgang & Anneliese bei Sat.1 auf. Im September 2009 moderierten sie die Gala des Deutschen Fernsehpreises 2009. Im darauffolgenden Winter erschien ihre zweite Show Fröhliche Weihnachten!, zudem war das Paar in der Dezemberausgabe von Wetten, dass..? zu Gast. Im Mai 2011 wurde eine weitere Sendung unter dem Titel Fröhlicher Frühling ausgestrahlt, in der David Hasselhoff und der Magier Hans Klok als Gaststars auftraten. Anlässlich der Veröffentlichung ihres ersten Buchs Unser schönes Deutschland präsentierten sich Wolfgang und Anneliese im November 2011 in den Sendungen TV total und in der Harald Schmidt Show. Am 11. Dezember 2011 traten Wolfgang und Anneliese beim Jahresrückblick Menschen 2011 im ZDF mit Hape Kerkeling auf und sangen das eigens für diesen Anlass geschriebene Lied 2011 war schön.
Am 8. September 2012 waren sie Gratulanten bei „40 Jahre HÖHNER - Das Fest“ im Kölner Tanzbrunnen. Im Jahre 2013 traten sie am 9. Februar in der Prunksitzung zum Karneval der Sendung TV total auf. Am 20. Dezember 2013 waren sie in Pastewkas Weihnachtsgeschichte auf Sat.1 zu sehen.

## Auszeichnungen
- 2008
  - Adolf-Grimme-Preis: Unterhaltung für Fröhliche Weihnachten
  - Bayerischer Fernsehpreis für Fröhliche Weihnachten! – mit Wolfgang & Anneliese
  - Deutscher Comedypreis in der Kategorie Bestes Comedyevent für Fröhliche Weihnachten! – mit Wolfgang & Anneliese

- 2010
  - Deutscher Comedypreis in der Kategorie Bestes Comedyevent für Fröhliche Weihnachten! – mit Wolfgang & Anneliese